# Atassia con deficit isolato di vitamina E
L'Atassia con deficit isolato di vitamina E (AVED) è un'atassia ereditaria di origine genetica molto rara e grave che comporta movimenti scoordinati e mancanza di equilibrio. È una malattia neurodegenerativa progressiva delle vie nervose che vanno dal cervelletto al midollo spinale. I suoi sintomi sono molto simili a quelli dell'atassia di Friedreich, tant'è che la diagnosi viene spesso a coincidere con questo secondo tipo di atassia; mentre per l'AVED esiste in realtà un trattamento curativo.
Occorre notare che in assenza di trattamento, i segni neurologici peggiorano gradualmente e conducono ad una perdita dell'autonomia.
L'anomalia genetica responsabile dell'AVED è stata localizzata nel 1993 sul braccio lungo del cromosoma 8 (8Q13.1-q13.3) dal prof. Michel Koenig alla INSERM di Strasburgo, in collaborazione con il prof. Ben Hamida in Tunisia.

## Incidenza
L'AVED è una malattia estremamente rara che tocca principalmente famiglie originarie del Bacino del Mediterraneo (Italia, Tunisia, Francia, Spagna, ecc.), ma alcuni casi sono registrati anche altrove, come in Giappone. Nella forma mediterranea l'atassia colpisce persone do età compresa tra i 5 ed i 15 anni; nella forma presente in Giappone, persone tra i 20 ed i 50 anni.

## Eziopatogenesi
L'AVED è una malattia a trasmissione autosomica recessiva, e interessa sia gli uomini che le donne. Il gene responsabile dell'AVED è quello che codifica la proteina epatica alpha-tocopherolo-transfer (TTPA), proteina che permette il trasferimento ed il riciclaggio della vitamina E. Se questa proteina è difettosa, la vitamina E non è più riciclata e scompare rapidamente dal corpo dopo essere stata assorbita, privando l'organismo del suo effetto protettivo contro le lesioni ai neuroni causate dai radicali liberi.

## Sintomatologia
Le caratteristiche e la gravità dell'AVED variano molto tra famiglie che presentano mutazioni diverse della TTPA. L'età dell'inizio e l'evoluzione della malattia sono generalmente più uniformi al centro di una stessa famiglia; ma i sintomi e la gravità della malattia variano tra bambini della stessa fratellanza.
- Sintomi neurologici
  - Mancanza di equilibrio
  - Atassia (movimenti scoordinati)
  - Disartria (disturbo dell'articolazione della parola)
  - Tremito della testa
  - Perdita della sensibilità alle vibrazioni del diapason
  - Neuropatia periferica (affezione del sistema nervoso periferico)
  - Distonia (contrazione involontaria che irrigidisce tutto o una parte del corpo)
  - Mancanza di abilità al livello delle mani
  - Segno di Babinski positivo
  - Segno di Romberg positivo
  - Riflesso tendineo assente
  - Adiadococinesia (difficoltà ad effettuare rapidamente movimenti alternati dei membri)
- Sintomi osteo-articolari
  - Deviazione grave della colonna vertebrale
  - Piedi cavi bilaterali (raro)
- Sintomi cardiaci
  - Cardiomiopatia (con alcune mutazioni soltanto)
  - Disordine della conduzione cardiaca
- Altri sintomi
  - Acutezza visiva ridotta
  - Retinopatia pigmentata (con alcune mutazioni soltanto)
  - Difficoltà nel camminare nell'oscurità
  - Sordità
  - Problemi di vescica

## Diagnosi
Un semplice prelievo di sangue basta a differenziare l'AVED dall'atassia di Friedreich. Un dosaggio della vitamina E presente nel sangue permette la diagnosi precoce di questa malattia. È vitale, se si vuole impedire la progressione della malattia, farla regredire o anche prevenirla, che il trattamento con la vitamina E sia preso prima che i disordini si verifichino. Un tasso di vitamina E inferiore a 1,7 mg/l di sangue, in assenza di un'altra patologia (malattia di Crohn, mucoviscidosi...) deve fare pensare all'AVED.
Una prova genetica esiste ma non è necessaria alla diagnosi. Tuttavia si raccomanda di individuare i fratelli e le sorelle allo scopo di potere, in caso di risultato positivo, cominciare un trattamento prima della comparsa dei primi segni della malattia. Ciò avrà per effetto di impedire alla malattia di svilupparsi.

### Diagnosi prenatale
Possibilità per le coppie a rischio, ad esempio che hanno un ammalato dell'AVED nella loro famiglia, di farsi individuare prima dell'inizio della gravidanza.
Durante la gravidanza, una diagnosi è possibile prelevando, per analisi, cellule fetali ottenute da amniocentesi, tra 15 e 18 settimane. Una prova è possibile più presto, tra 10 e 12 settimane, analizzando le villosità coriali.

### Diagnosi differenziale
Atassia di Friedreich: la più frequente delle atassie ereditarie che è dovuta ad una mutazione del gene FRDA del cromosoma 9. La mutazione impedisce la produzione di fratassina.

## Tabella comparativa AVED/atassia di Friedreich
|                                     | AVED    | A FR |
| ----------------------------------- | ------- | ---- |
| Piedi cavi                          | RARO    | SÌ   |
| Diabete mellito di tipo 1           | NO      | SÌ   |
| Acutezza visiva ridotta             | SÌ      | RARO |
| Neuropatia periferica               | LEGGERA | SÌ   |
| Tremito della testa                 | SÌ      | RARO |
| Amiotrofia                          | NO      | SÌ   |
| Retinopatia pigmentata              | (SÌ)    | NO   |
| Cardiomiopatia                      | (SÌ)    | SÌ   |
| Disordine della conduzione cardiaca | RARO    | SÌ   |
| Debolezza muscolare                 | NO      | SÌ   |
| Segno di Babinsky positivo          | (SÌ)    | SÌ   |

SÌ = sintomi generalmente presenti
NO = sintomi generalmente assenti
(SÌ) = sintomi presenti soltanto con alcune mutazioni

## Terapia
L'assunzione di vitamina E, per via orale, ogni giorno. La cura è di 800/1500 mg al giorno di RRR-α-tocopherolo per i pazienti adulti e 40 mg\kg per i bambini. L'assunzione del medicinale viene spesso accompagnata con dei pasti che contengono lipidi. Questo trattamento viene seguito per tutta la vita e non può essere mai interrotto neanche in via temporanea, poiché la concentrazione di vitamina E cala in appena 2 o 3 giorni. È importante sapere che in questo caso i neuroni non sono più protetti contro l'ossidazione perché necessitano molti giorni per ristabilire il tasso di vitamina E. Il tasso va poi controllato regolarmente, minimo 2 volte l'anno. La concentrazione in vitamina E deve essere pari o superiore al dosaggio massimo raccomandato dal laboratorio di analisi. Non esiste, a queste dosi, una dose eccessiva di vitamina E, essendo l'eventuale eccedenza evacuata con l'urina. Questo trattamento viene associato alla riabilitazione funzionale.